# Bien de búsqueda
Los bienes de búsqueda son aquel tipo de bienes cuyos elementos característicos pueden ser conocidos por un consumidor antes de adquirirlos. La inspección directa del bien es suficiente para conocer sus características más relevantes. En este tipo de bienes no existen incentivos para entregar información falseada de sus características. Frente a los bienes de búsqueda, existen los denominados bienes de experiencia que no pueden ser evaluados con carácter previo a su compra. Fueron estudiados por primera vez por Philip Nelson en 1970.
- Datos: Q841940